# Orthogonia plana
Orthogonia plana är en fjärilsart som beskrevs av John Henry Leech 1900. Orthogonia plana ingår i släktet Orthogonia och familjen nattflyn. Inga underarter finns listade i Catalogue of Life.

## Bildgalleri

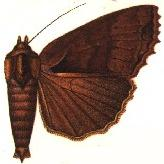